# Закарія Алауї
Закарія Алауї (араб. زكرياء علوي, нар. 17 червня 1966) — марокканський футболіст, що грав на позиції воротаря. Відомий за виступами в марокканському клубі «Кавкаб», низці французьких клубів, а також у складі національної збірної Марокко.

## Клубна кар'єра
Закарія Алауї розпочав виступи в дорослому футболі в 1983 році виступами за команду «Кавкаб», в якій грав до 1998 року. У 19998 році перебрався до французького клубу «Тур», проте вже за короткий час став гравцем іншого французького клубу «Шательро». У 1999 році перейшов до клубу «Париж», у складі якого завершив виступи на футбольних полях у 2000 році.

## Виступи за збірну
У 1991 році Закарія Алауї дебютував у складі національної збірної Марокко. У складі збірної був учасником чемпіонату світу 1994 року у США, після якого до збірної не викликався. Загалом протягом кар'єри в національній команді провів у її формі 8 матчів.